# Wang Feng (chanteur)
Pour les articles homonymes, voir Wang Feng.
Dans ce nom chinois, le nom de famille, Wang, précède le nom personnel.
Wang Feng (chinois : 汪峰 ; pinyin : Wāng Fēng), né le 29 juin 1971 à Pékin, est un chanteur chinois de mandopop-rock.

## Biographie
Wang Feng est né à Pékin dans une famille de musiciens. Sous l'autorité de son père, Wang a débuté la pratique du violon à l'âge de cinq ans. Il a été admis au collège rattaché au Conservatoire central de musique chinois simplifié : 中央音乐学院 ; chinois traditionnel : 中央音樂學院 ; pinyin : zhōngyāng yīnyuè xuéyuàn), à l'âge de onze ans, alors qu'il ne voyait pas l'utilité d'apprendre le violon, ni pourquoi il devait rester à la maison, à faire des gammes pendant alors que d'autres enfants de son âge pouvaient jouer dehors. C'est à l'âge de quatorze ans, que Wang a réalisé la beauté de la musique après avoir étudié un morceau de Tchaïkovski. Dès lors, il a décidé de se consacrer à la musique et voulu en faire sa vocation.
Aussi, Wang fut admis au Conservatoire de musique de Chine (中国音乐学院), consacré aux musiques et aux instruments traditionnels de Chine. Il fut étudiant dans les classes  spécialisées de violon et d'alto. Au cours de sa scolarité, Wang a rejoint l'Orchestre national de Chine qui se produisit à l'étranger. Au cours de sa dernière année à l'université (1994), Wang s’intéresse à la musique rock, et avec ses amis, il forme le groupe no 43 Baojia Street. Il composa aussi la musique du film de Wang Xiaoshuai en 2001 Beijing Bicycle.

## Carrière

### Avec la rue n ° 43 Baojia
Wang Feng et le groupe no 43 Baojia Street (家 街 43 号) ont sorti leur premier album en 1997, trois ans après leur création. Durant ces trois années, le groupe se produisait dans les clubs et les bars du campus. Wang a toutefois accepté l'offre du vice-premier violon de l'orchestre symphonique du Ballet national de Chine en obéissance au désir de son père. Cependant, au bout de un an, Wang quitte ce poste pour se tourner vers la musique rock.
À ces débuts, le groupe fut parrainé par "Xiao Wei" (surnom), un ancien élève du Conservatoire central de musique. ce qui  permit au groupe de pratiquer et de progresser. Ils ont bâti une solide notoriété à Pékin, ce qui les amena à signer un contrat d'enregistrement avec ma maison d'édition "Beijing Jingwen Record Co., Ltd" le 31 mai 1997. Ce contrat d'enregistrement avec Beijing Jingwen Record ne fut qu'une occasion pour entrer officiellement dans le secteur de la musique.
Wang Feng avec le groupe « No 43, Rue Bàojiā », (鲍家街43号, bàojiā jiē sìsān hào) crée son premier album en 1997. Cet album a inclus des chansons comme "Little Bird" et "Good Night Beijing", qui est devenu célèbre par la suite. Un an plus tard, le groupe réalise son deuxième album, No. 43 Baojia Street 2 - Storm Approaching (1998). Alors que les albums ont été vendus sur le marché, le problème économique du groupe et de Wang lui-même n'a pas été résolu. En d'autres termes, le groupe ne réalisait aucun profit. Wang a décidé de mettre fin au contrat avec Beijing Jingwen Record. En 2000, Warner Music Beijing Co., Ltd trouva Wang Feng et lui proposa un contrat d'enregistrement mais pas l'ensemble du groupe. Wang signa le contrat et sortit l'album Fireworks '(2000) la même année.[la citation nécessaire ] Les chansons de cet album ont été faites avant que le groupe se soit séparé.

### Carrière solo
Le troisième album, Fireworks « Feux d'artifice » (《花火》 en (2000), marque le début de sa carrière solo de Wang Feng. Puis il sort  « L'amour est une balle du bonheur » (《爱是一颗幸福的子弹》, en 2002) et « Pleurer en souriant » Crying while Smiling (《笑着哭》, en 2004). Dans ce dernier album, il chante « Voler plus haut » (《飞得更高》), chanson avec laquelle, il devient très populaire en Chine. Il compose trois albums en solo, « vie épanouie » (《怒放的生命》, 2005), « Cœur brave » (《勇敢的心》, 2007), « La foi flotte dans les airs » (《信仰在空中飘扬》, 2009) ou encore « La vie n'a pas de but » (《生无所求》, 2011). C'est avec les chansons  Flying Higher (得 更高) (2004) et Blooming Life (的 生命) (2005) sur ses albums suivants, que Wang Feng devient très populaire en Chine. Son album en 2009, Beliefe Flies in the Wind, lui a valu le prix du chanteur masculin le plus populaire en Chine aux 14e Chinese Music Awards de Channel V]. Il est également coach sur The Voice of China, et chante! Chine, deux émissions de télévision qui l’ont aidé à acquérir une immense popularité.

### Avec la maison Rock Forward
En 2011, après avoir signé avec « Rock Forward Entertainment », Wang Feng publie « Life Asks for Nothing », le premier double album de l'histoire du rock chinois, qui dépassa de manière phénoménale une grande variété de charts et lui valut des critiques élogieuses à l'échelle nationale. La même année, Wang Feng est devenu le premier artiste chinois à organiser des concerts dans de grands stades deux fois par an, ce qui prouve une nouvelle fois qu’il est l’un des rares musiciens de rock chinois à connaître un succès commercial et à bénéficier de la reconnaissance traditionnelle sans se départir de ses racines rebelles. Sa passion sans compromis pour la vie et son esprit indépendant ont radicalement modifié les paramètres de la scène rock chinoise et ont profondément marqué la culture populaire chinoise en tant que véritable porte-parole de sa génération.
En 2013, Wang Feng est devenu entraîneur de la saison 2 de The Voice of China, avec Na Ying, Harlem Yu et Zhang A Mei. Il a continué à être entraîneur jusqu'à la saison 4.
En 2016, Wang Feng est devenu entraîneur lors de la première saison du nouveau nom Sing! Chine, où il est devenu le mentor gagnant, grâce à Jiang Dunhao, qui a remporté la série. Il n'est pas revenu pour une autre saison dans la saison 2 l'année suivante.

## "Je suis un chanteur"
En 2018, Wang Feng a été l' un des sept chanteurs du premier tour de la sixième saison de Singer (émission de télévision) :" Je suis un chanteur " organisé par Hunan Satellite TV. Il l' a fait à la finale et a terminé troisième, derrière Hua Chenyu et vainqueur Jessie J .

## Saison 6 (2018)
La saison a débuté le 12 janvier 2018, pour se conclure le 20 avril 2018.
La chanteuse britannique Jessie J est la première artiste internationale à participer au programme. Elle sera déclarée gagnante du programme.
| Nationalité | Artiste      | Occupation                                                                         | Arrivée              | Départ               | Statut    |
| ----------- | ------------ | ---------------------------------------------------------------------------------- | -------------------- | -------------------- | --------- |
| Royaume-Uni | Jessie J     | Chanteuse ayant été coach à The Voice UK et The Voice Australie                    | Semaine 1            | Semaine 14           | Vainqueur |
| Chine       | Hua Chenyu   | Chanteur ayant remporté Super Boy 2013                                             | Semaine 4            | Semaine 14           | Deuxième  |
| Chine       | Wang Feng    | Chanteur et rockeur ayant été coach a The Voice of China et conjoint de Zhang Ziyi | Semaine 1            | Semaine 14           | Troisième |
| Chine       | Tang Geer    | Chanteur                                                                           | Semaine 7            | Semaine 13           | Quatrième |
| Chine       | James Li     | Chanteur                                                                           | Semaine 3 Semaine 12 | Semaine 9 Semaine 13 | Cinquième |
| Taïwan      | Angela Chang | Chanteuse et actrice                                                               | Semaine 1            | Semaine 13           | Sixième   |
| Chine       | Henry Huo    | Chanteur, auteur-compositeur et acteur                                             | Semaine 8            | Semaine 13           | Septième  |
| Chine       | Yisa Yu      | Chanteuse                                                                          | Semaine 10           | Semaine 11           | Éliminée  |
| Philippines | KZ Tandingan | Chanteuse ayant remporté The X Factor Philippine 2012                              | Semaine 5            | Semaine 9            | Éliminée  |
| Chine       | Juno Su      | Chanteuse                                                                          | Semaine 2            | Semaine 6            | Éliminée  |
| Hong Kong   | Tien Chong   | Chanteuse                                                                          | Semaine 1            | Semaine 5            | Éliminée  |
| Taïwan      | Sam Lee      | Chanteur, auteur-compositeur et acteur                                             | Semaine 1            | Semaine 3            | Éliminé   |
| Chine       | Li Xiaodong  | Chanteur                                                                           | Semaine 1            | Semaine 2            | Éliminé   |
| Chine       | GAI          | Chanteur et rappeur                                                                | Semaine 1            | Semaine 2            | Abandon   |